# Donald Hewlett
Donald Hewlett (ur. 30 sierpnia 1920 w Northenden w Manchesterze, zm. 4 czerwca 2011 w Londynie) – brytyjski aktor, znany głównie ze swych występów w serialach komediowych, zwłaszcza z roli tytułowej w Pan wzywał, milordzie? oraz roli pułkownika Reynoldsa w It Ain’t Half Hot Mum.

## Życiorys
Pochodził z zamożnej i wpływowej rodziny, jego ojciec Thomas Hewlett (1882-1956) był właścicielem fabryki wyrobów chemicznych, zaś w okresie II wojny światowej zasiadał przez pięć lat w Izbie Gmin z ramienia Partii Konserwatywnej. Donald studiował w St John’s College na Uniwersytecie Cambridge, gdzie należał do zespołu teatru studenckiego Footlights. Po wybuchu wojny został zmobilizowany i zaczął służyć jako meteorolog. Większość wojny spędził w bazie w Kirkwall, później został przeniesiony do Singapuru.
Po powrocie do cywila postanowił zostać zawodowym aktorem i dostał się na studia w prestiżowej Royal Academy of Dramatic Art, po czym otrzymał etat w teatrze w Oksfordzie. W latach 50. i 60. łączył pracę na scenie z coraz częstszymi występami w telewizji, głównie w mniejszych rolach. Pojawiał się w m.in. w takich produkcjach jak Święty, Rewolwer i melonik czy Doktor Who.
Przełom w jego karierze nastąpił dopiero w 1974, gdy miał już 54 lata. Został wtedy obsadzony w roli pułkownika Reynoldsa w popularnym wówczas, choć dziś uważanym za kontrowersyjny, sitcomie It Ain’t Half Hot Mum. Stworzył tam ekranowy duet z Michaelem Knowlesem, który wcielał się w rolę jego adiutanta, kapitana Ashwooda. W latach 70. wystąpił również w kilku filmach, takich jak Wielki napad na pociąg, Miłość w godzinach nadliczbowych czy Cała naprzód: Rzymski camping.
W 1988 został obsadzony w nowym serialu Pan wzywał, milordzie?. Był to ostatni z czterech seriali stworzonych przez spółkę autorską Jimmy Perry i David Croft, zaś w jego obsadzie spotkały się gwiazdy ich poprzednich produkcji. I tak Hewlettowi przypadła rola tytułowego lorda, zaś Michael Knowles grał jego niesfornego młodszego brata. Z kolei trójkę najważniejszych służących grali aktorzy znani z Hi-de-Hi!. Emisja serialu dobiegła końca w 1993, po czterech seriach. Hewlett po raz ostatni wystąpił w telewizji w 1996 w jednym z odcinków sitcomu The Upper Hand, po czym przeszedł na emeryturę.
Zmarł 4 czerwca w Londynie, gdzie spędził ostatnie lata życia. Bezpośrednią przyczyną zgonu było zapalenie płuc. Miał 90 lat.

## Życie prywatne
Hewlett był trzykrotnie żonaty, miał troje dzieci z drugiego małżeństwa i dwoje z trzeciego, w którym pozostał aż do śmierci.